# Порчелли, Даниэла
Даниэла Порчелли (итал. Daniela Porcelli; род. 15 октября 1961, Кальяри) — итальянская легкоатлетка, выступавшая в беге на средние дистанции. Участница летних Олимпийских игр 1980 года.

## Биография
Даниэла Порчелли родилась 15 октября 1961 года в итальянском городе Кальяри.
Выступала в легкоатлетических соревнованиях за университет Кальяри. В 1978 году стала чемпионкой Италии в помещении в беге на 400 метров, показав результат 56,78 секунды.
В 1980 году вошла в состав сборной Италии на летних Олимпийских играх в Москве. В беге на 800 метров заняла 5-е место в четвертьфинале с результатом 2 минуты 10,70 секунды и уступив 10,68 секунды попавшей в полуфинал с 4-го места Анне-Марии ван Нуффель из Бельгии. В эстафете 4×400 метров сборная Италии, за которую также выступали Россана Ломбардо, Агнезе Поссамаи и Эрика Росси, заняла в полуфинале последнее, 5-е место с результатом 3.46,2, уступив 15,5 секунды худшей из отобравшихся в финал по времени сборной Бельгии.
В 1988 году получила медицинское образование и стала врачом общей практики.

## Личные рекорды
- Бег на 400 метров — 53,80 (1979)[5]
- Бег на 800 метров — 2.01,43 (24 июня 1980, Турин)[6]
- Эстафета 4х400 метров — 3.40,95 (18 августа 1979, Быдгощ)[6]